# Resultados do Carnaval de Bragança Paulista em 2020
Estes são os Resultados do Carnaval de Bragança Paulista em 2020.
| Grupo Especial | Grupo Especial     | Grupo Especial | Grupo Especial |
| Colocação      | Escola             | Pontos         | Ref.           |
| -------------- | ------------------ | -------------- | -------------- |
| 1º             | Nove de Julho      | 269            | [ 1 ]          |
| 2º             | Dragão Imperial    | 269            | [ 1 ]          |
| 3º             | Acadêmicos da Vila | 267,75         | [ 1 ]          |
| 4º             | Júlio de Mesquita  | 223,75 ▼       | [ 1 ]          |

| Grupo de acesso | Grupo de acesso | Grupo de acesso | Grupo de acesso |
| Colocação       | Escola          | Pontos          | Ref.            |
| --------------- | --------------- | --------------- | --------------- |
| 1º              | Império Jovem   | 259,75 ▲        | [ 1 ]           |
| 2º              | Fraternidade    | 256             | [ 1 ]           |